# Yoshiharu Tsuge
Yoshiharu Tsuge (30 de octubre de 1937, Tokio, es un dibujante de manga, escritor y ensayista japonés.
Sus inicios como dibujante son en 1954. En 1970 las obras de Tsuge se convierten en clásicos. La primera adaptación audiovisual de una de sus tiras cómicas es Las Flores Púrpuras, en 1976. Dejó de publicar en 1987.
Fue conocido por ser autor de "Screw Style". 
Contrajo matrimonio con Maki Fujiwara y fueron padres de un hijo; Shosukee nacido en 1975. Su esposa falleció en febrero del año 1999.
Algunas de sus publicaciones en japonés son :
- 1954, Hannin wa dare da!! (犯人は誰だ!!)
- 1965, Uwasa no Bushi (噂の武士)
- 1966, Chiko (チーコ)
- 1966, Hatsutake gari (初茸がり)
- 1966, Numa (沼)
- 1967, Akai Hana (紅い花)
- 1967, Lee-san Ikka (李さん一家)
- 1967, Nejishiki (ねじ式)
- 1968, Gensen-kan Shujin (ゲンセンカン主人)
- 1973, Realism no Yado (リアリズムの宿)
- 1974, Yoshio no Seishun (義男の青春)
- 1979, Hissatsu surumegatame (必殺するめ固め)
- 1985, El hombre sin talento.
- 1987, Betsuri (別離)